# James R. Benn
Pour les articles homonymes, voir Benn.
Œuvres principales
- Série Billy Boyle

James R. Benn, né le 5 septembre 1949 à New York, est un écrivain américain, auteur de roman policier historique.

## Biographie
James R. Benn fait des études à la Southington High School (en), puis à l'université du Connecticut. Il est également titulaire d'une maîtrise en bibliothéconomie obtenue à la Southern Connecticut State University (en). De 1969 à 1971, il est  volontaire du AmeriCorps VISTA (en).
En 2006, il publie son premier roman, Billy Boyle, premier volume d'une série mettant en scène Billy Boyle, policier au Boston Police Department. L'action des romans se situe pendant la Seconde Guerre mondiale. Avec ce roman, il est nommé pour le prix Dilys 2007. Deux autres romans de cette série sont nommés  pour des prix littéraires policiers, The Rest Is Silence pour le prix Barry 2015 du meilleur roman et The Devouring pour le prix Macavity 2018 du meilleur roman historique.

## Œuvre

### Romans

#### SérieBilly Boyle
1. (en) Billy Boyle, 2006
2. (en) The First Wave, 2007
3. (en) Blood Alone, 2008
4. (en) Evil for Evil, 2009
5. (en) Rag and Bone, 2010
6. (en) A Mortal Terror, 2011
7. (en) Death’s Door, 2012
8. (en) A Blind Goddess, 2013
9. (en) The Rest Is Silence, 2014
10. (en) The White Ghost, 2015
11. (en) Blue Madonna, 2016
12. (en) The Devouring, 2017
13. (en) Solemn Graves, 2018
14. (en) When Hell Struck Twelve, 2019
15. (en) The Red Horse, 2020
16. (en) Road of Bones, 2021
17. (en) From the Shadows, 2022
18. (en) Proud Sorrows, 2023
19. (en) The Phantom Patrol, 2024

#### Romans indépendants
- (en) Desperate Ground, 2000Paru également sous le titre On Desperate Ground
- (en) Souvenir, 2012

### Recueils de nouvelles
- (en) The Refusal Camp, 2023

## Prix et distinctions

### Nominations
- Prix Dilys 2007 pour Billy Boyle[1]
- Prix Barry 2015 du meilleur roman pour The Rest Is Silence[2]
- Prix Macavity 2018 du meilleur roman historique pour The Devouring[3]